# پل برچ
پل‌بچ (انگلیسی: Paul Birch؛ زادهٔ ۳ دسامبر ۱۹۶۸) ورزشکار فوتبال اهل بریتانیا است.
از باشگاه‌هایی که در آن بازی کرده‌است می‌توان به باشگاه فوتبال برنتفورد اشاره کرد.